# Krystyna Stefania Laskowska
Krystyna Stefania Laskowska zam. Stachowiak ps. „Magdalena”, Krysia Czarny” (ur. 5 października 1917 w Pionowie, zm. 26 lutego 2000 w Poznaniu) – podporucznik AK, łączniczka i kolporterka prasy, później zwiadowczyni, przewodnik broni, sanitariuszka Komendy I Rejonu VII Obwodu Okręgu Warszawskiego, w Powstaniu w Oddziale Dywersji Bojowej w Jabłonnie w Zgrupowaniu „Krybar” w Puszczy Kampinoskiej.

## Życiorys
Urodziła się 5 października 1917 w rodzinie Hipolita i Bronisławy z domu Laskowska. Wychowywała się z młodszym bratem (ur. 1928). Początkowo uczęszczała do Gimnazjum Żeńskiego Jadwigi Taczanowskiej, a później do Gimnazjum Humanistycznego Towarzystwa „Współpraca”, uzyskując w 1935 w Warszawie maturę. Do szkoły dojeżdżała z majątku Kalenica w Jabłonnie pod Warszawą. Od 1936 do 1937 studiowała prawo na Wydziale Nauk Politycznych w Warszawie.
Działając w konspiracji początkowo zajmowała się kolportażem prasy podziemnej, następnie od 1941 używając ps. „Magdalena” otrzymała przydział do Związku Odwetu I Rejonu VII Obwodu „Obroża” Okręgu Warszawskiego. Następnie podczas Akcji „Burza” pełniła funkcję zaopatrzeniowca, kolporterki, przewoźnika broni, sanitariuszki, a także była kucharką w Oddziale Dywersji Bojowej (ODB) dowodzonym przez por. Stefana Ziembińskiego „Soplicy” w Jabłonnie k. Warszawy. Była uczestniczką wielu akcji dywersyjnych i sabotażowych oddziału, głównie jako zwiadowczyni, w czym bardzo pomagała jej znajomość języka niemieckiego, a dzięki któremu niejednokrotnie ratowało to jej życie, jak np. podczas przewożenia dwukonnym wozem broni oddziału z lasów w Chorkówce i Grabinie w kierunku Buchnika-Kępy Tarchomińskiej.  Spotkała wówczas dwa niemieckie czołgi i wtedy zagadała Niemców, a nawet zdołała nakłonić ich, żeby pomogli jej przepchnąć wóz obok ich czołgów, bez sprawdzania co przewoziła.
Podczas trwającego Powstania warszawskiego razem z kpt. Józefem Krzyczkowskim ps. „Szymon” oraz łączniczkami „Kampinosu” zorganizowała akcję przeprawy przez Wisłę do Puszczy Kampinoskiej żołnierzy legionowskiego batalionu por. B. Szymkiewicza „Znicza” liczącego około 200 żołnierzy, któremu po ominięciu kilku linii niemieckich placówek udało się dotrzeć do wsi Brzozówka, w której został zakwaterowany. Współpracowała z ppor. M. Smerkiem „Czcibór” oraz łączniczką Jadwigą Smólską „Bystrą” w przygotowaniu akcji bojowej, polegającej na  zlikwidowaniu bardzo silnej placówki nieprzyjacielskiej, której zadaniem było nadzorowanie wojskowych kabli łączności. Wspomniana akcja bojowa zakończyła się bitwą pod Polesiem Nowym dnia 21 września 1944, w której „Magdalena” wyróżniła się jako sanitariuszka, ratująca ciężko rannych żołnierzy. Walka trwała kilka dni, a 27 września zgrupowanie otrzymało rozkaz wymarszu z Puszczy Kampinoskiej. Kiedy zgrupowanie ruszyło, wówczas nastąpił atak lotniczy siedmiu niemieckich bombowców, który je rozbił. Żołnierze, którzy  ocaleli razem z rannymi, byli w pośpiechu opatrywani przez „Magdalenę" i po załadowaniu ich na wozy utworzyli długą kolumnę marszową, która wyruszyła w stronę Gór Świętokrzyskich. Podczas przejazdu przez mostek na rzece Utracie wozy z rannymi partyzantami, które pozostawały z tyłu kolumny zostały ostrzelane przez czołgi i artylerię niemiecką, ale część ocalałych żołnierzy Zgrupowania zdołała wcześniej dotrzeć do Jaktorowa, gdzie kilka dni później również zostali rozbici przez Niemców. „Magdalena” po bitwie odłączyła się od kolumny marszowej i udała się do Łuszczewa w którym poszukiwała rannych lub pozostałych żołnierzy oddziału. W tamtejszym szpitalu napotkała zakonspirowaną grupę lekarsko-pielęgniarską Żydów i zatrudniła się tam jako sanitariuszka, oczekując dalszych dyspozycji z dowództwa swojego oddziału. Następnie brała udział w organizowaniu pod patronatem Rady Głównej Opiekuńczej szpitali w Milanówku i Woli Gawartowej dla powstańców, którzy byli ranni oraz uchodźców z Warszawy, a także dla partyzantów, w których pełniła obowiązki siostry przełożonej pielęgniarek. Narażając swoje życie wspólnie z personelem zajmowała się rannymi partyzantami, których w tym czasie intensywnie poszukiwali kontrolujący szpitale Niemcy. W październiku 1944, kiedy zaczęła zwiększać się liczba rannych, otrzymała polecenie zorganizowania nowego pomocniczego szpitala pozostającego pod zarządem administracji niemieckiej w odstąpionych przez Niemców trzech salach pałacu majątku Pawłowice. Kiedy  zorganizowane sale szpitalne były już wysprzątane, do pałacu przyjechał na kwaterę oddział Kozaków, którzy „zasłynęli” z pacyfikacji Warszawy. Niemcy bojąc się kozaków wyjechali natychmiast, a Krystyna została sama, zamknięta w pokoju znajdującym się nad ucztującymi i pijącymi przez całą noc Kozakami. Rankiem wpadła do nich z okrzykiem „raus”, z żerdzią trzymaną w ręku i wypędziła z pałacu Kozaków, którzy wyjechali potulni jak baranki. „Był to istny cud” jak sama napisała w swojej relacji. Szpitala jednak nie otwarto gdyż wkrótce budynek został zajęty przez dowództwo frontu. W grudniu 1944, wykorzystując względny spokój na froncie, otrzymała tydzień urlopu i wyjechała razem z odnalezionym 16-letnim bratem do Kielc, gdzie mieszkali wysiedleni z Jabłonny rodzice. Tam odnalazła „Znicza” i „Soplicę”, przez których została wysłana w teren celem zbadania możliwości ewentualnej współpracy z tamtejszą partyzantką. Niestety, ale rezultaty tej misji wypadły raczej negatywnie. Po świętach ruszył front i miasto zostało wyzwolone przez Armię Czerwoną.
Po zakończeniu wojny w Poznaniu na Wydziale Stomatologu Uniwersytetu Poznańskiego ukończyła studia i pracowała jako dentystka.
Zmarła 26 lutego 2000 w Poznaniu.

## Odznaczenia
- Krzyż Srebrny Orderu Virtuti Militari[a] – 1 stycznia 1945[3]
- Krzyż Armii Krajowej
- Warszawski Krzyż Powstańczy
- Odznaka pamiątkowa Akcji „Burza”
- Odznaka „Weteran Walk o Wolność i Niepodległość Ojczyzny”